# 1642

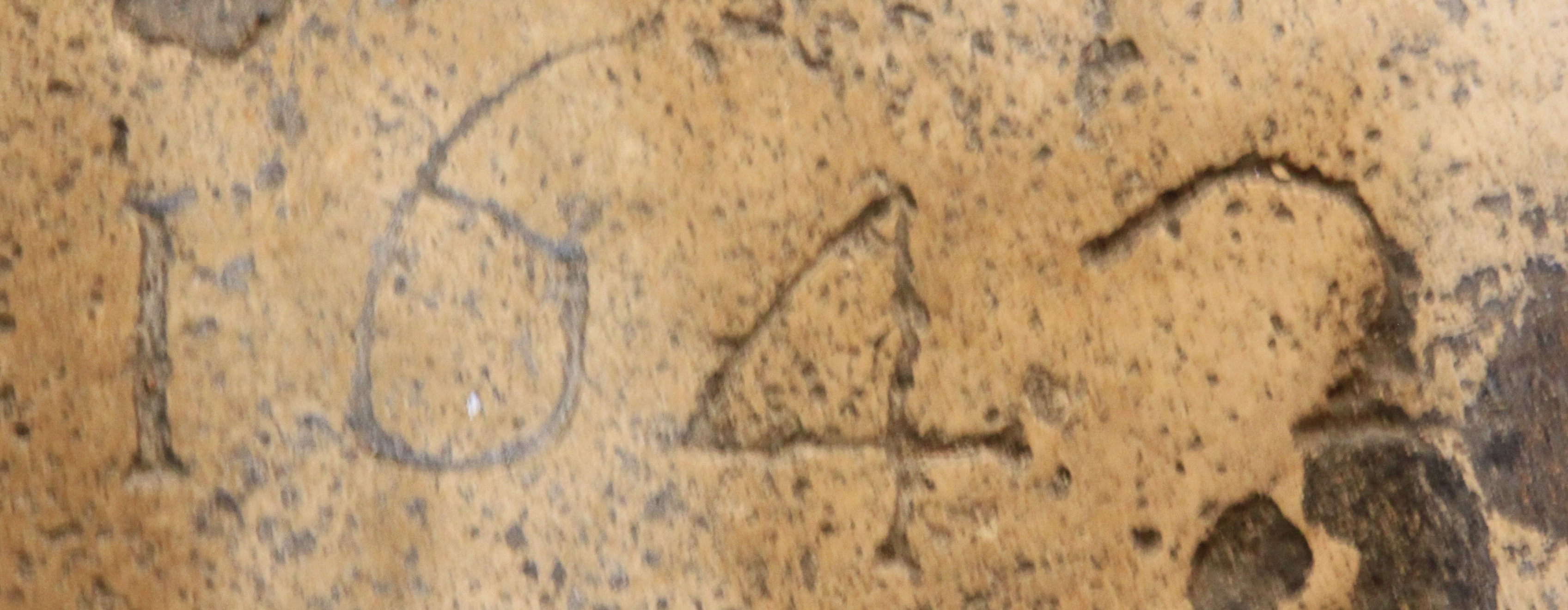
Làpida del monestir de Sant Pere de Besalú

## Esdeveniments
Països Catalans
- 29 d'agost - Perpinyà (el Rosselló) capitula després de quatre mesos de setge i és ocupada pels francesos.
- 7 d'octubre - en la batalla de les Forques (Lleida) són derrotats els terços castellans.

Resta del món
- 22 d'agost: es tanquen tots els teatres anglesos per influència dels puritans. La secta presbiteriana havia demostrat ja la seva oposició al rei Carles I, i ara pretenia reorganitzar l'Església nacional segons el model eclesiàstic escocès. Els puritans, des del 1610 sostenien que el dret dels reis, l'origen diví dels quals negaven, era de rang inferior als drets de la nació anglesa. Els puritans veneraven la Bíblia i condemnaven l'art i les distraccions mundanes.[1]
- Primera calculadora: La Màquina de sumar de Blaise Pascal: la Pascalina.Marguin, Jean. Histoire des instruments et machines à calculer, trois siècles de mécanique pensante 1642-1942 (en francès).  Hermann, 1994. ISBN 978-2705661663.
- Es tanquen tots els teatres anglesos per influència dels puritans.
- Fundació de Mont-real.

## Naixements
Països Catalans
- Francesca Felipa de Montsoriu i Montpalau, aristòcrata valenciana.

Resta del món
- Isaac Newton, físic
- Grenoble, França: Louise-Anastasia Serment, filòsofa i poetessa francesa (m. 1692).[2]

## Necrològiques
Països Catalans
Resta del món
- 8 de gener - Galileo Galilei considerat el pare de la física juntament amb Newton.
- 14 de juny - Amsterdam: Saskia van Uylenburgh, model neerlandesa, que fou dona i model del pintor Rembrandt van Rijn (n. 1612).[3]
- 4 de desembre - París: Armand Jean du Plessis de Richelieu, el cardenal Richelieu, cardenal, noble i home d'estat francès (n. 1585).[4]